# Починок (город)
Почи́нок — город (с 1926 года) в России. Административный центр Починковского района Смоленской области. Образует Починковское городское поселение.
Население — 7351 чел. (2024).

## География
Город расположен в 49 км к югу от Смоленска на реке Хмаре.

### Климат
Преобладает умеренно континентальный климат. Июль — самый тёплый месяц в году, его средняя температура составляет около 17,7 °C, а самый холодный месяц — январь, со средней температурой −8.3 °C.
Среднегодовое количество осадков — 636 мм.

## История
Впервые упоминается в 1811 году как небольшая деревня. В 1868 открыто постоянное движение по дороге Витебск — Рославль, на которой построена станция «Починок». Вскоре посёлок стал транзитно-перевалочным пунктом оптовой торговли хлебом, пенькой, лесом, льном. В 1876 соединен телеграфом с г. Ельней. Советская власть в городе установлена в конце октября — начале ноября 1917 года. В марте 1918 в городе вспыхнул мятеж, подавленный прибывшим из Смоленска отрядом РККА. В 1924 году стал центром волости и получил название местечка, а в 1926 преобразован в город. В 1929—1941 годах являлся районным центром.

### Великая Отечественная война
25 июня 1941 года на Починок упали первые фашистские бомбы, одна из которых попала в здание отделения Госбанка. Работник Госбанка стал первой жертвой войны в городе. В этот же день зенитными орудиями, установленными на железнодорожных платформах, был сбит первый фашистский самолёт над Проверженкой.
17 июля 1941 года город оккупирован немцами.
Оккупация продолжалась 795 дней. Дом купца Эпштейна был превращён в тюрьму, а здание школы № 1 — в немецкий госпиталь. В центре Починка были установлены виселицы.

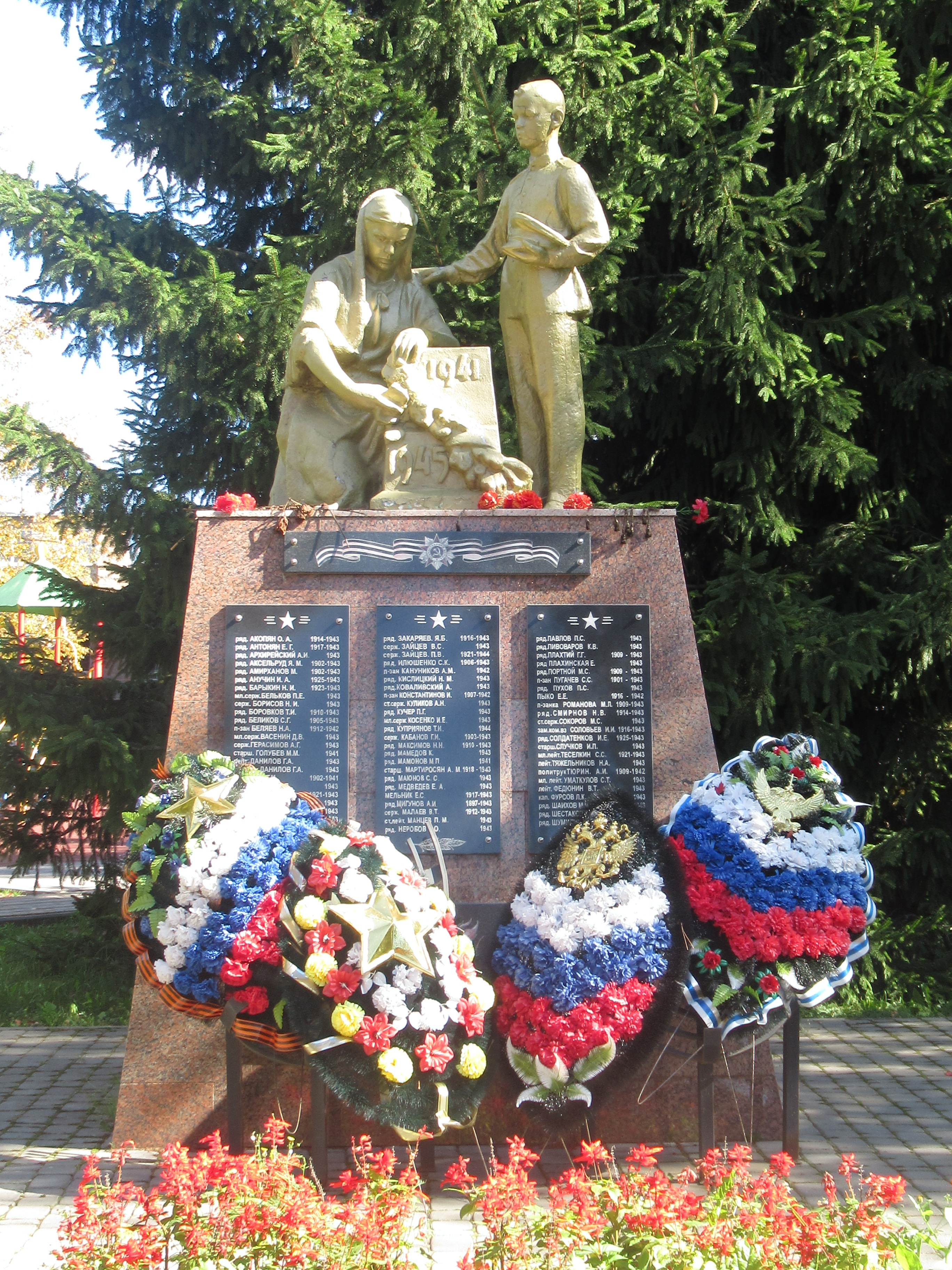
Памятник воинам, погибшим в боях за освобождение города

23 сентября 1943 года войсками Западного Фронта в ходе Смоленско-Рославльской операции Починок был освобождён силами:
- 33 А — 164 стрелковая дивизия (генерал-майор Ревякин Василий Андреевич); 5 механизированный корпус (генерал-майор танковых войск Волков Михаил Васильевич) в составе: 9 механизированной бригады (подполковник Бабенко Александр Петрович), 233 танковой бригады (подполковник Чернушевич Александр Антонович);
- 1 ВА — 233 штурмовая авиационная дивизия (подполковник Смоловик Валентин Иванович) 2 штурмовой авиационный корпус (генерал-майор авиации Степичев Василий Васильевич), 309 истребительная авиационная дивизия (подполковник Вусс Василий Никифорович)[9].

8 октября 1943 года газета «Рабочий путь» писала о Починке: «Освобождённый город начинал возрождаться: пущены мельницы, электростанция, восстановлен водопровод, открыты пекарня, больница, две столовые, парикмахерские, радиоузел, кожевенный завод. В городе восстановлено 10 домов».
В 1944 году проведён сбор средств в фонд обороны страны. 50 тысяч рублей внёс уроженец Починковского района поэт А. Т. Твардовский.

## Архитектура

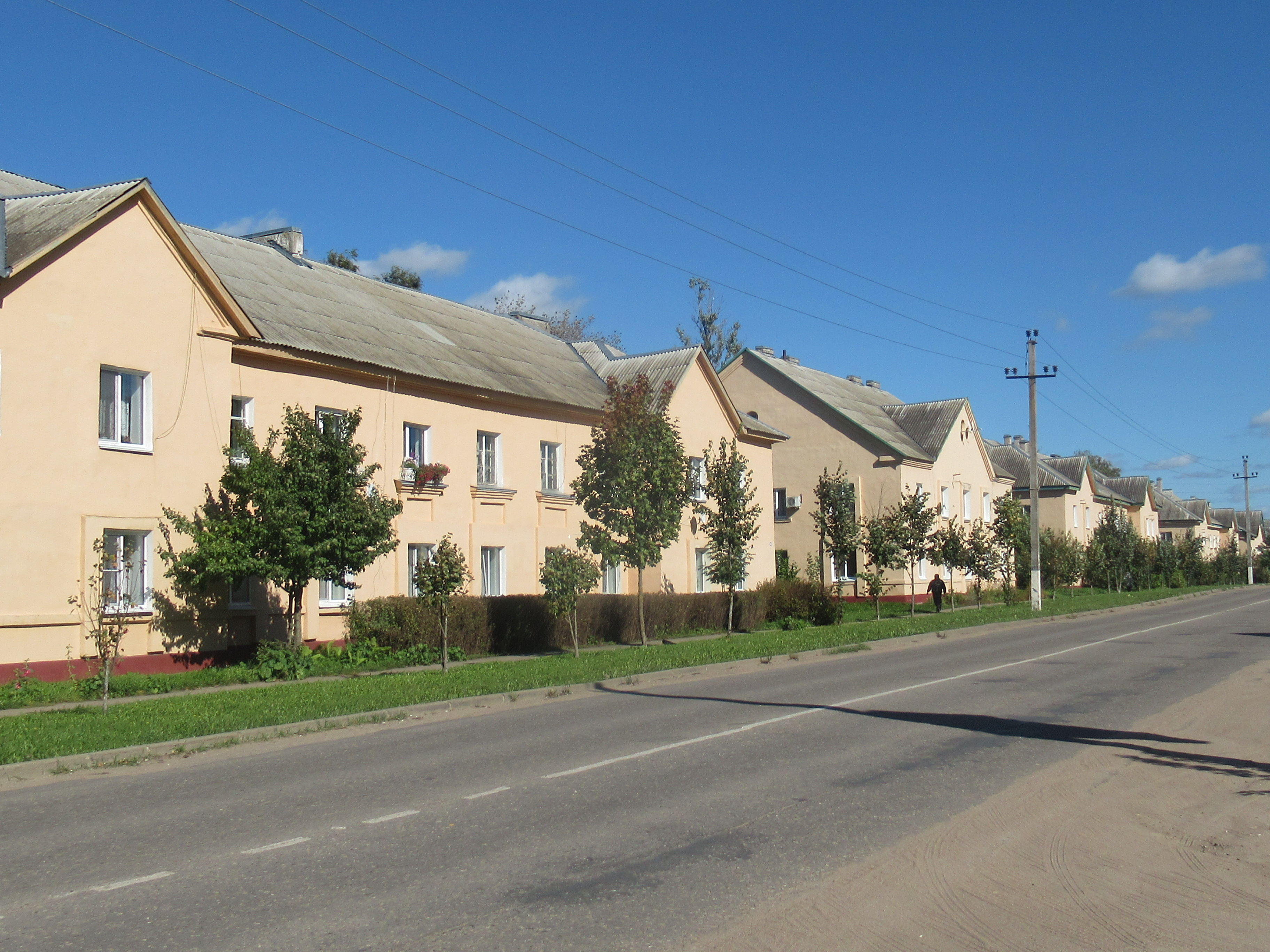
Застройка в центре Починка (ул. Советская)

Город характеризуется компактной планировочной структурой, которая осложнена проходящей по его территории веткой железной дороги. Селитебные земли в основном включают в себя центральную часть города и отдельные районы индивидуальной или жилой застройки. На территории жилой селитебной зоны разрозненно размещены промышленные предприятия. Размещение жилых зон Починка исторически сложилось в центральной части города.
Промышленные и коммунально-складские зоны в основном расположены в юго-западной части города и рядом с железной дорогой. Транспортные зоны размещены в пределах полосы отвода железной дороги. Кладбища расположены на двух площадках в пределах городских территорий. Действующие кладбища находятся в восточной (Городское) и в западной частях города в районе Бояды (Боядинское).

## Население
| 1931  | 1939  | 1959  | 1970  | 1979    | 1989    | 1992    | 1996    | 1998    | 2000    | 2001    | 2002  |
| ----- | ----- | ----- | ----- | ------- | ------- | ------- | ------- | ------- | ------- | ------- | ----- |
| 1300  | ↗3182 | ↗7688 | ↗9632 | ↗10 887 | ↘10 753 | ↘10 700 | ↗11 100 | ↘10 800 | ↘10 600 | ↘10 500 | ↘9578 |
| 2003  | 2005  | 2006  | 2007  | 2008    | 2009    | 2010    | 2011    | 2012    | 2013    | 2014    | 2015  |
| ↗9600 | ↘9500 | ↘9300 | ↘9200 | ↘9100   | ↘9012   | ↘9000   | ↘8800   | ↘8699   | ↘8697   | ↘8675   | ↗8684 |
| 2016  | 2017  | 2018  | 2019  | 2020    | 2021    | 2024    |         |         |         |         |       |
| ↘8641 | ↗8688 | ↘8545 | ↘8332 | ↘8269   | ↘7575   | ↘7351   |         |         |         |         |       |

На 1 января 2025 года по численности населения город находился на 1011-м месте из 1124 городов Российской Федерации.
Национальный состав
По итогам переписи населения 2020 года проживали следующие национальности (национальности менее 0,1 % и другое, см. в сноске к строке «Другие»):
| Национальность | Численность, чел. | Доля     |
| -------------- | ----------------- | -------- |
| Русские        | 7150              | 94,39 %  |
| Украинцы       | 36                | 0,48 %   |
| Армяне         | 30                | 0,40 %   |
| Белорусы       | 30                | 0,40 %   |
| Азербайджанцы  | 20                | 0,26 %   |
| Цыгане         | 16                | 0,21 %   |
| Другие         | 293               | 3,86 %   |
| Итого          | 7575              | 100,00 % |

## Экономика
- Комбикормовый завод не работает;
- маслодельный завод;
- швейно-галантерейная фабрика;
- производство стройматериалов;
- мясоперерабатывающее предприятие.

## Достопримечательности
- Дом культуры;
- Памятник А. Т. Твардовскому;
- Музей-усадьба А. Т. Твардовского;
- Починковский историко-краеведческий музей;
- Памятник В. И. Ленину;
- Церковь Благовещения Пресвятой Богородицы.

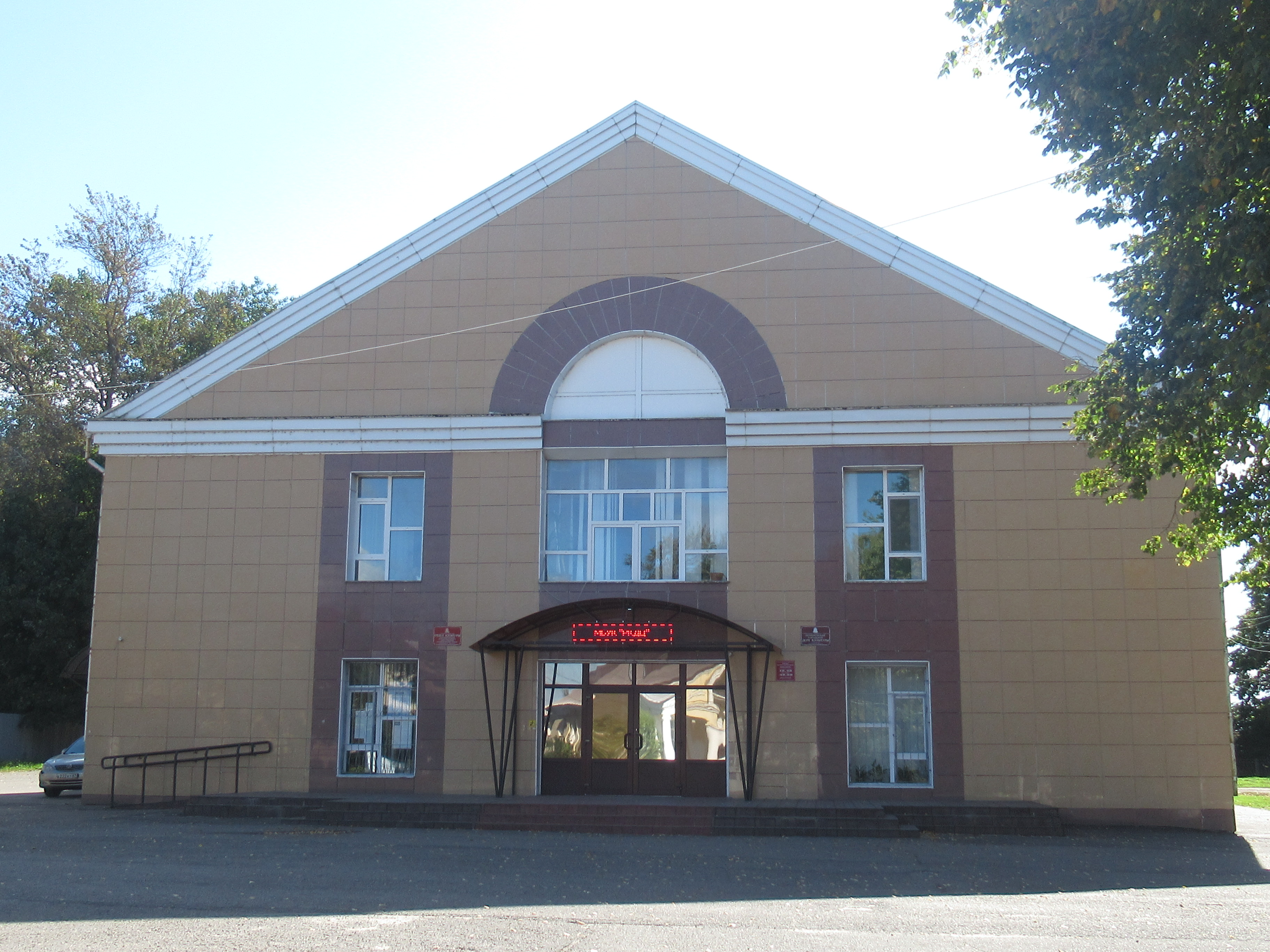
Дом культуры
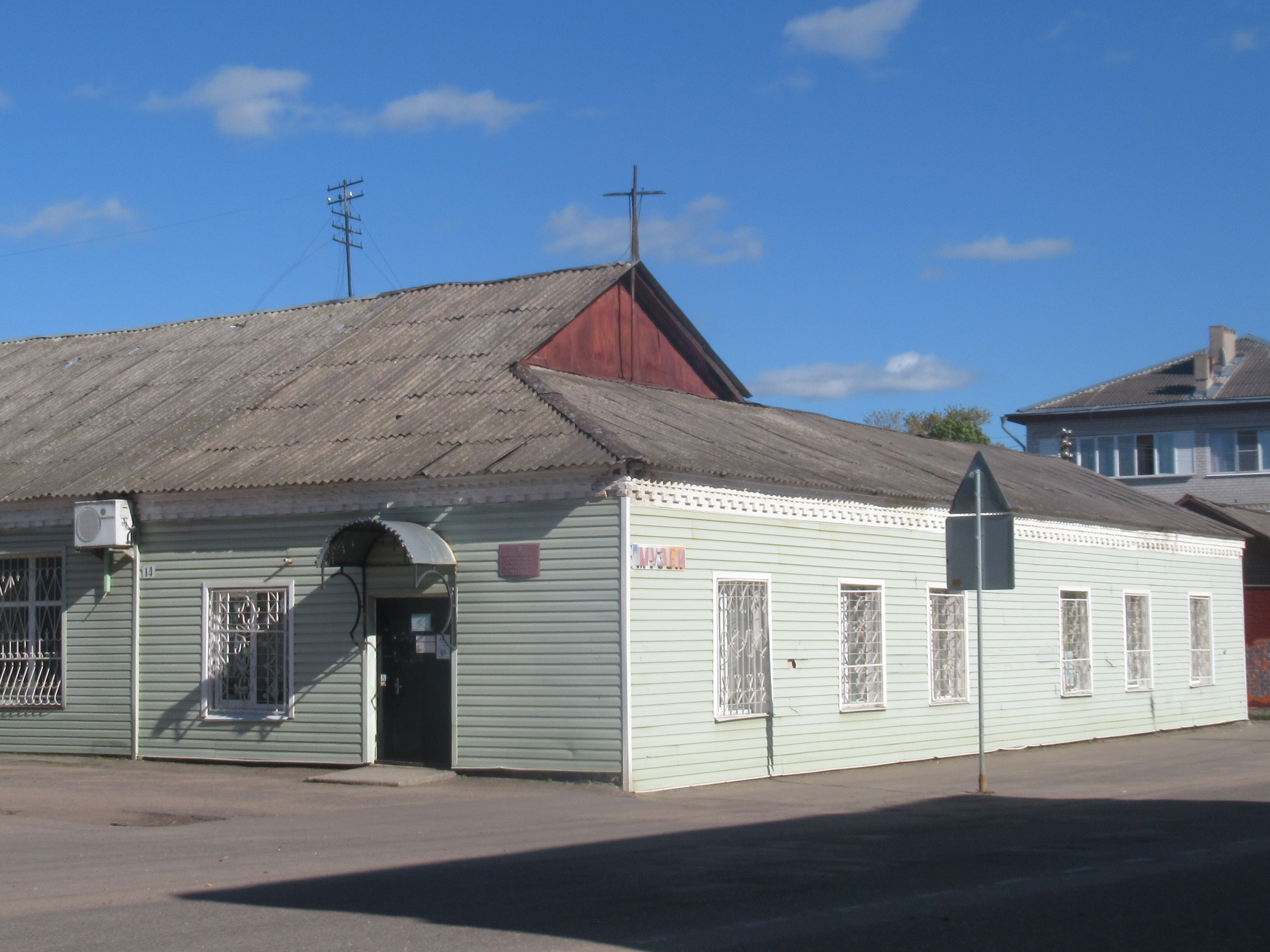
Историко-краеведческий музей
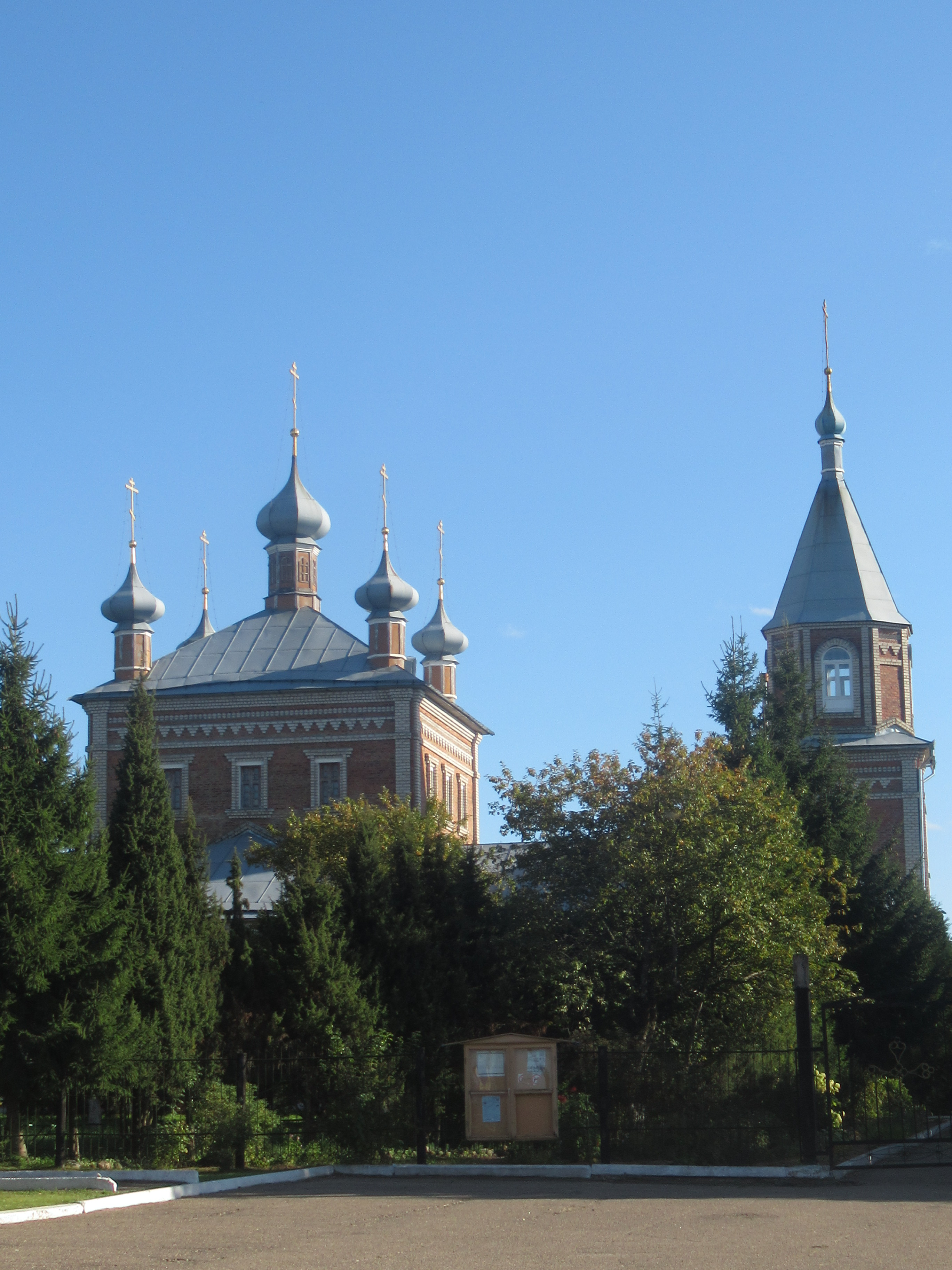
Церковь Благовещения Пресвятой Богородицы
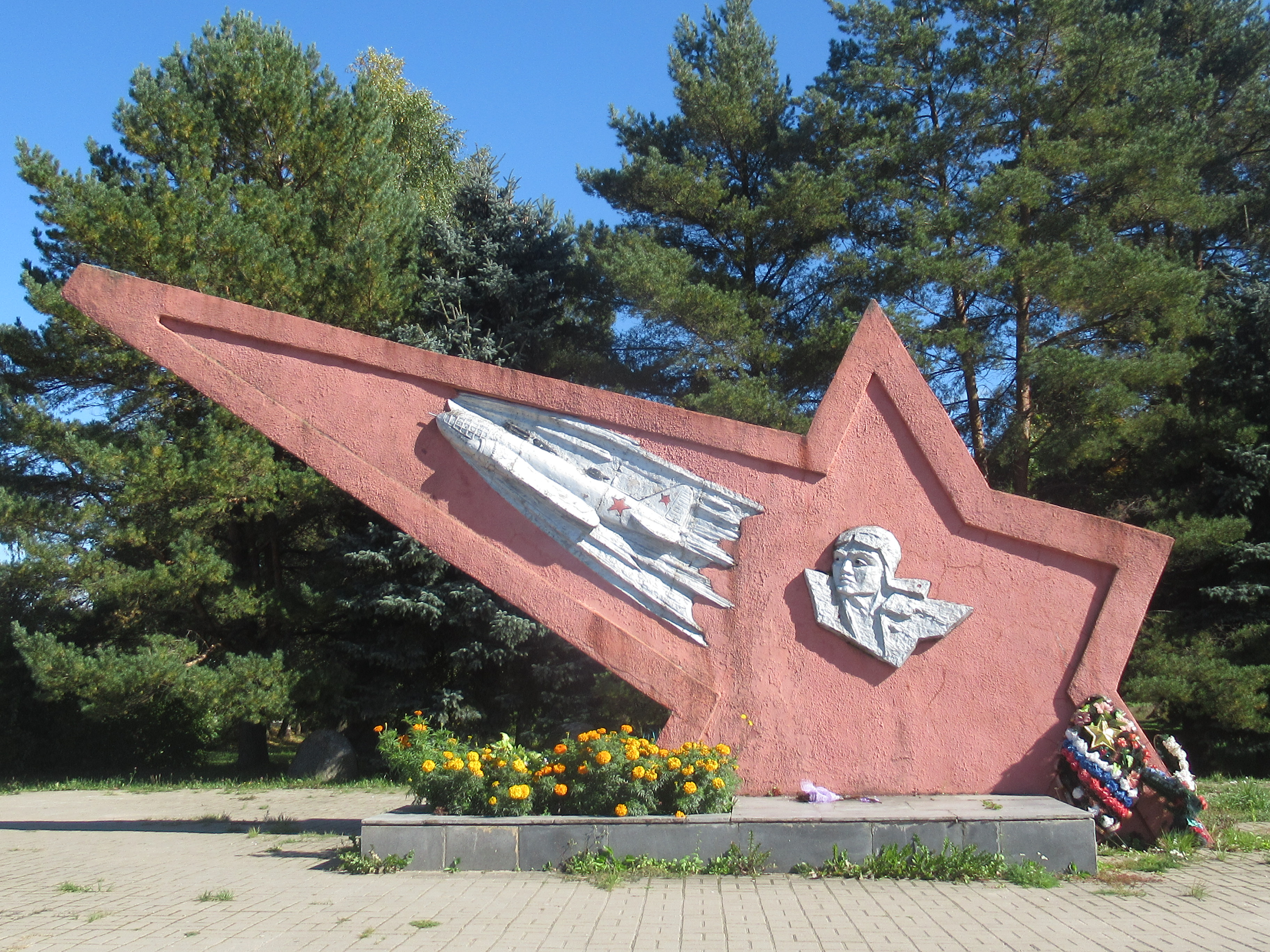
Памятный знак экипажу Н.Ф. Гастелло
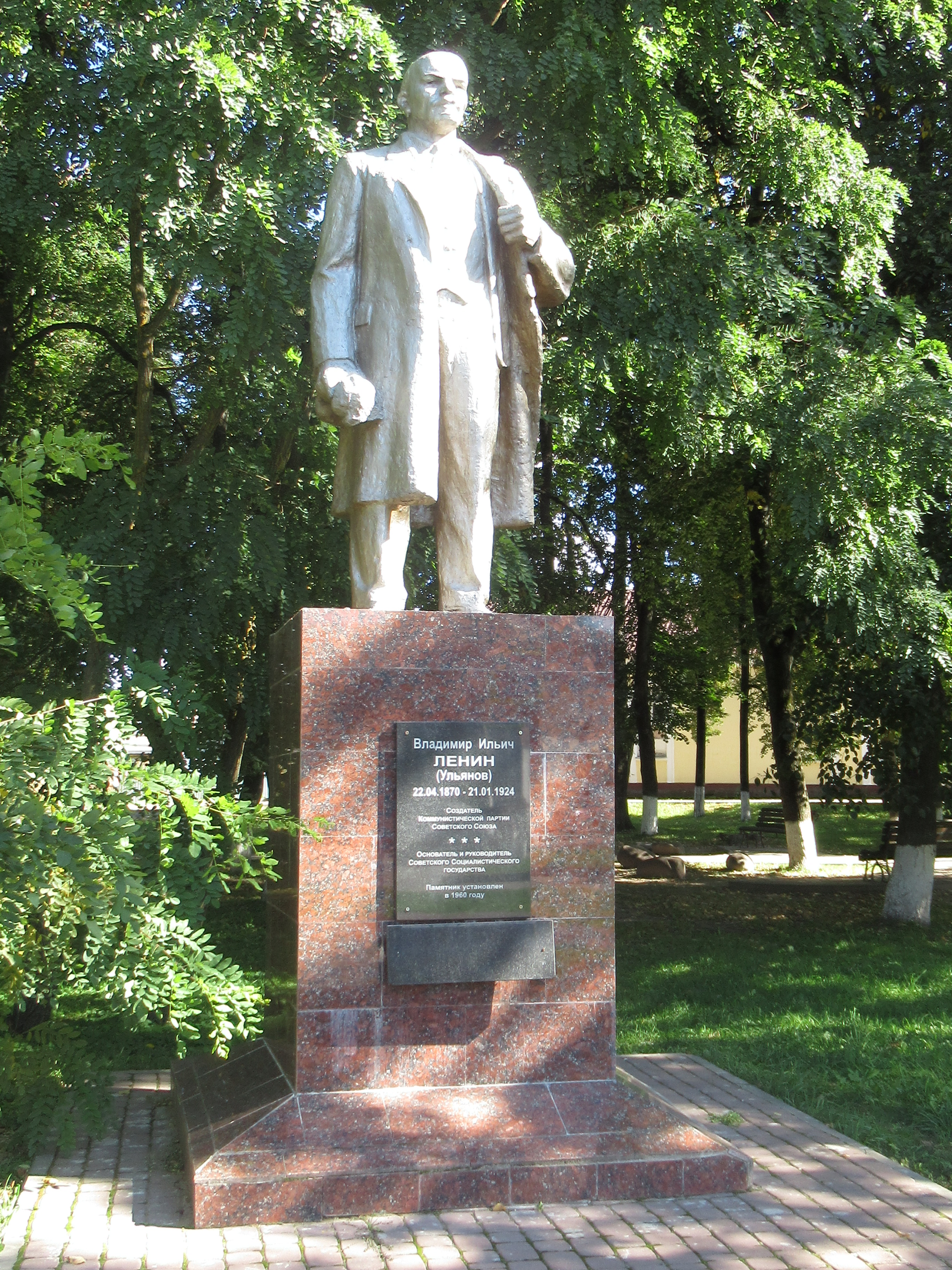
Памятник В. И. Ленину

## Транспорт
Одноимённая железнодорожная станция соединяет город со Смоленском и Рославлем.
С автовокзала города автобусы ходят в Брянск, Шаталово, Лосню.

## Люди, связанные с городом

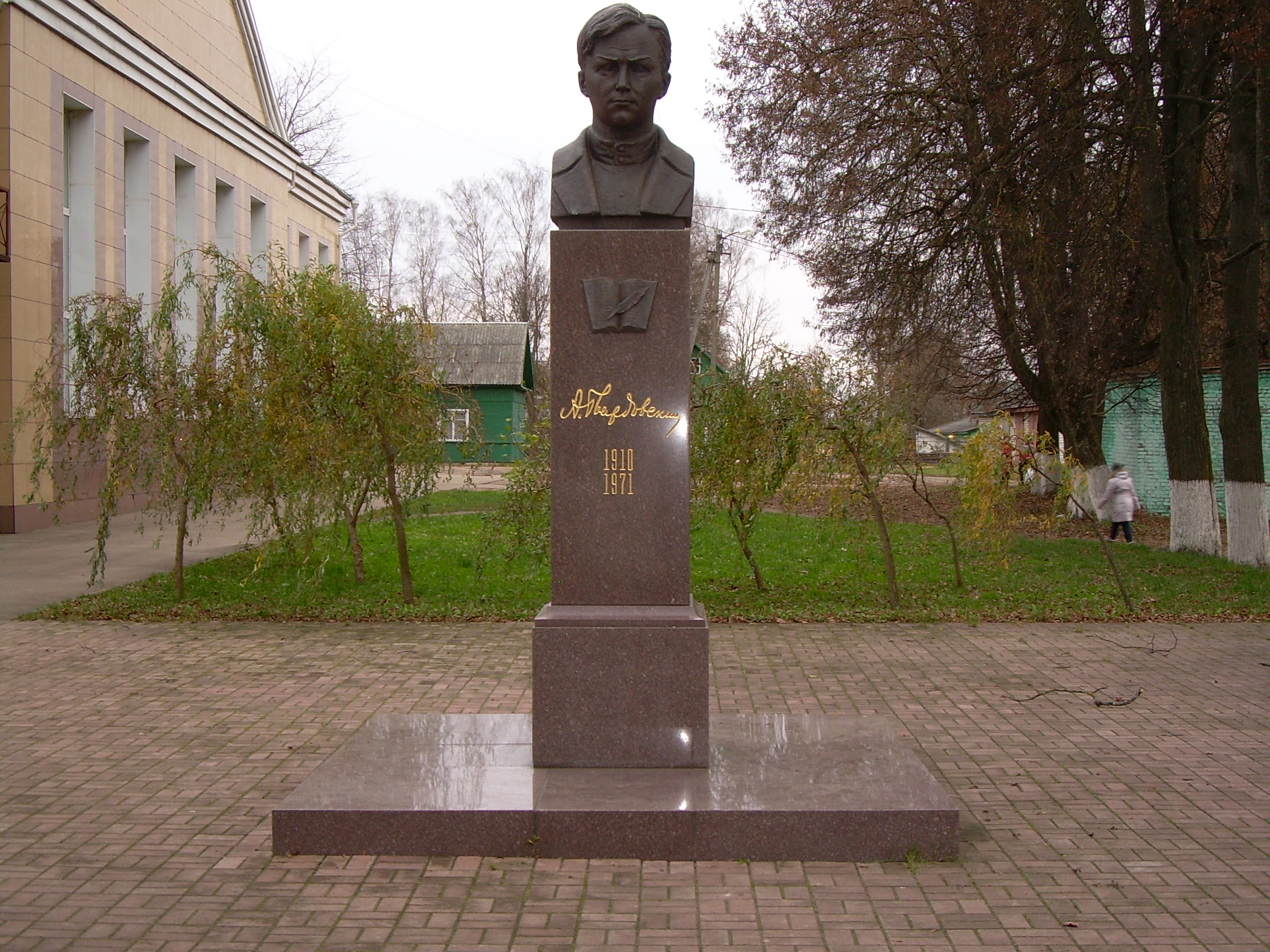
Памятник А. Т. Твардовскому в центре Починка

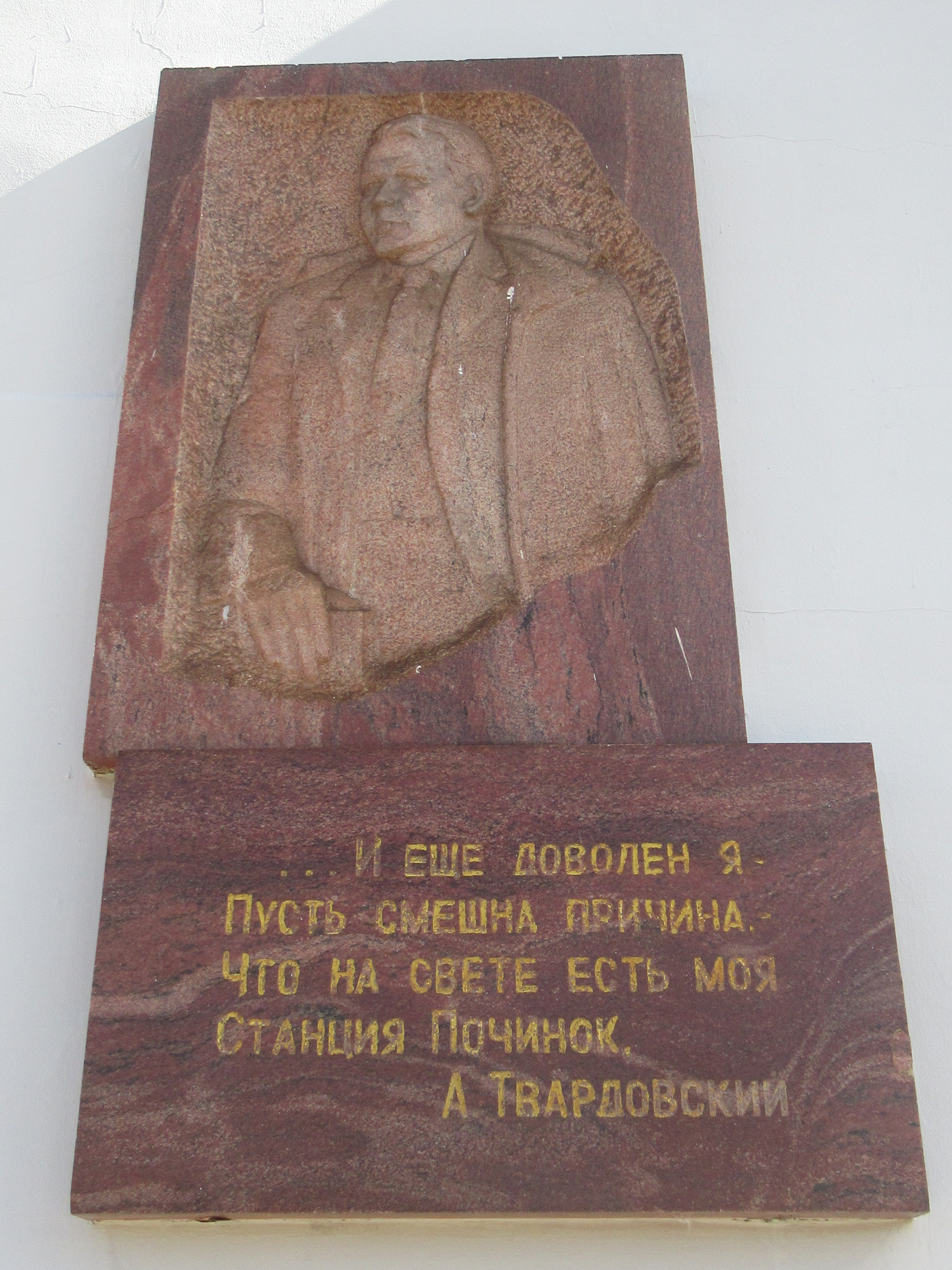
Мемориальная доска на станции Починок

- Александр Трифонович Твардовский — советский поэт, написавший в 1936 году стихотворение, посвящённое станции Починок[34].
- Лазарь Маркович Лисицкий (Эль Лисицкий) — советский художник и архитектор, один из выдающихся представителей русского авангарда.
- Николай Михайлович Пржевальский — русский путешественник и натуралист (родился в дер. Кимборово Починковского района Смоленской губернии).
- Александр Иванович Максименков — советский футболист, полузащитник. Мастер спорта СССР международного класса.